# Jacob van Utrecht

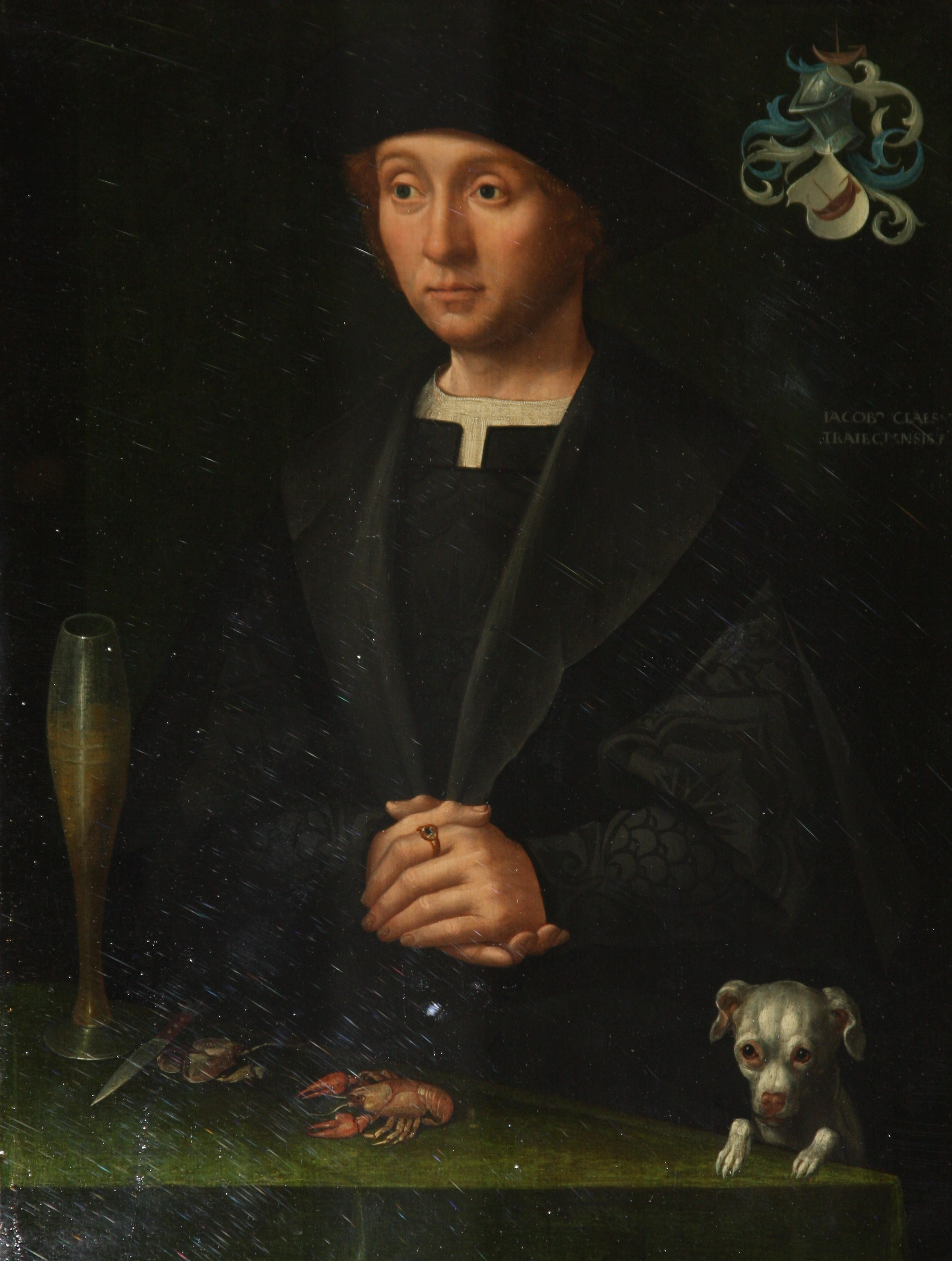
Een lid van de familie Alardes, Nationalmuseum, Stockholm

Jacob Claesz. van Utrecht (Utrecht?, ca. 1480 - ca. 1530) was een Nederlands kunstschilder. Hij werkte voornamelijk in Antwerpen en Lübeck. Hij vervaardigde religieuze werken en portretten en signeerde zijn werken meestal met de naam Jacobus Traiectensis (Traiectum was de Romeinse benaming voor Utrecht) en soms ook met 'Claesz' of 'Claez'.
Over het leven van de schilder is weinig bekend. Hij wordt in 1506 vermeld als vrijmeester van het Antwerpse Sint-Lucasgilde. Hij zou hier gewerkt hebben tot zeker 1512. 
Vervolgens ging hij naar het Duitse Lübeck, waar een eerste vermelding plaatsvindt in 1519. In 1523 staat hij in een plaatselijke oorkonde genoemd als 'Meester Jacob van Utrecht'. Hij vervaardigde hier onder meer een altaarstuk voor de Marienkirche. Werk van de schilder is verder te vinden in onder meer de Berlijnse Gemäldegalerie, het Wallraf-Richartz-Museum in Keulen, het Louvre in Parijs, het Rubenshuis (Antwerpen) en de Hermitage in Sint-Petersburg.